# Cumaná
Cumaná é uma cidade venezuelana capital do estado de Sucre e do município de Sucre.